# Skakavac (wodospad w Sarajewie)
Skakavac (pol. „konik polny”) – wodospad o wysokości 98 m znajdujący się w gminie Centar, w kantonie sarajewskim, w Bośni i Hercegowinie, ok. 12 km na północ od centrum stolicy kraju, Sarajewa. W 2002 i 2010 roku wraz z okolicznymi terenami uznany został za pomnik przyrody (bośn. spomenik prirode).

## Charakterystyka

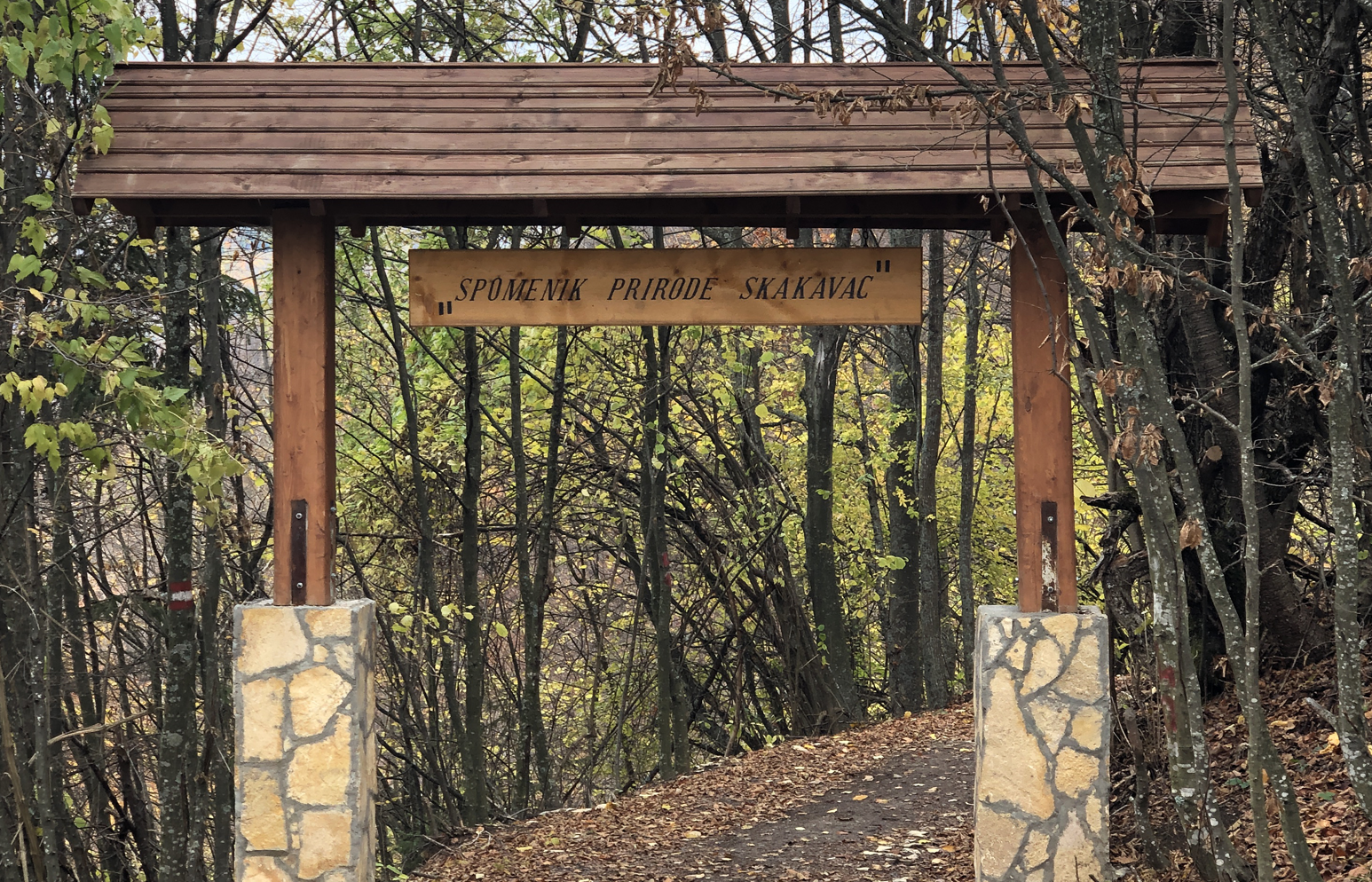
Wejście na obszar chroniony (2019)

Pomnik przyrody znajduje się w położonym na północny wschód od Sarajewa paśmie górskim Sarajevski Ozren, będącym częścią Gór Dynarskich. Ustanowiony został w 2002 oraz 2010 roku i jest formą ochrony przyrody kategorii III według IUCN. Obejmuje południowe stoki góry Ozren oraz północne stoki i szczyt góry Bukovik (1532 m n.p.m.). Zajmuje teren o powierzchni 1 430,7 ha podzielony na trzy strefy o różnym stopniu ochrony. Jego główną atrakcją jest wodospad Skakavac o wysokości 98 m, który jest jednym z największych wodospadów w Bośni i Hercegowinie i na Bałkanach. Przepływ wody współcześnie nie jest duży, jednak nagromadzenie wapiennego tufu wzdłuż potoku Skakavac świadczy o tym, że dawniej przez jego dolinę oraz przez wodospad przepływały znacznie większe ilości wody.
Sieć hydrologiczna na tym terenie jest bardzo dobrze rozwinięta, a jej szkielet tworzy Perački potok. Powstaje on z połączenia Babino potoku oraz Lješnicy, a jego prawymi dopływami są Sušica, Jasikovački potok i Jasikovica, zaś lewymi – Miljevački potok, Sejinovački potok oraz potok Skakavac, na którym znajduje się wodospad. Licznie występują również źródła krasowe.
Pod względem geomorfologicznym obszar bogaty jest w liczne formy rzeźby terenu pochodzenia krasowego, m.in. skałki, jaskinie (np. Kečina pećina), urwiska oraz leje krasowe, a także kaniony i wąwozy. Mało jest terenów płaskich. Wodospad przecina skały osadowe jury i kredy, z których zbudowane są góry w okolicach Sarajewa – dolomity i wapienie – oraz flisz triasu wczesnego i środkowego. Występują też osady deluwialne i aluwialne.
Obszar chroniony wyposażony jest w infrastrukturę turystyczną, taką jak ławki, stoliki i tablice edukacyjne, wytyczono szlaki piesze (będące częścią Via Dinarica) oraz trasy do kolarstwa górskiego. Można tu również uprawiać sporty ekstremalne, np. wspinaczkę.

## Flora i fauna
Okolice wodospadu Skakavac ze względu na swoją urozmaiconą rzeźbę terenu, heterogeniczność gleb oraz gęstą sieć hydrologiczną charakteryzują się dużą różnorodnością biologiczną.
Na obszarze chronionym dominują lasy świerkowo-jodłowe oraz bukowo-jodłowe z domieszką świerku. Na płytkich glebach węglanowych na stromych skalnych zboczach w bezpośrednim sąsiedztwie wodospadu rosną lasy i zarośla chmielogradu europejskiego (Ostrya carpinifolia), jesionu czarnego (Fraxinus nigra) i seslerii jesiennej (Sesleria autumnalis) oraz wapniolubne naskalne murawy kserotermiczne. Nieco bardziej łagodne górskie zbocza poniżej wodospadu porastają buczyny, w których skład wchodzi głównie buk pośredni (Fagus × moesiaca). Można w nich znaleźć goryczkę trojeściową (Gentiana asclepiadea) i przylaszczkę pospolitą (Anemone hepatica). Licznie występują również grzyby, m.in. pieprznik jadalny (Cantharellus cibarius), smardz jadalny (Morchella conica), czubajka kania (Macrolepiota procera), wodnicha marcowa (Hygrophorus marzuolus) i gęśnica wiosenna (Tricholoma georgii).
Wykazano tu występowanie ok. 1,5 tys. gatunków roślin wyższych, w tym wielu gatunków reliktowych i endemicznych porastających zwłaszcza skały w pobliżu wodospadu, do których należą m.in. dzwonczyn Edrianthus jugoslavicus, goździk Dianthus kitaibelii, sesleria jesienna (Sesleria autumnalis) i Sesleria angustifolia, wawrzynek alpejski (Daphne alpina), atamanta kreteńska (Atamatha cretensis), możylinek Moehringia bavarica i pięciornik Potentilla persicina.
Obszar pomnika przyrody zamieszkuje różnorodna fauna, m.in. jelenie, dziki, niedźwiedzie, króliki, wilki, lisy, borsuki i kuny, a także liczne gatunki ptaków, z których część znajduje się w propozycji bośniackiej czerwonej księgi gatunków zagrożonych.